# Aphis coronillae
Aphis coronillae är en insektsart som beskrevs av Ferrari 1872. Aphis coronillae ingår i släktet Aphis och familjen långrörsbladlöss. Arten är reproducerande i Sverige.

## Underarter
Arten delas in i följande underarter:
- A. c. coronillae
- A. c. arenaria